# Pematang Panggang
Pematang Panggang is een bestuurslaag in het regentschap Ogan Komering Ilir van de provincie Zuid-Sumatra, Indonesië. Pematang Panggang telt 6776 inwoners (volkstelling 2010).